# Ciudad de Barcelona
El Ciudad de Barcelona era un vaixell de transport i de passatgers que va ser enfonsat durant la Guerra Civil espanyola. Va ser construït a Itàlia als Cantiere Navale Triestino, Monfalcone, per encàrrec de la Companyia Trasmediterránea i botat el 8 de juny de 1929. El seu nom original era Infante Don Jaime, i després de la declaració de la Segona República espanyola (abril de 1931), el vaixell va ser rebatejat Ciudad de Barcelona.
El vaixell era propietat d'una empresa de l'home de negocis mallorquí Joan March Ordinas, afecte a la Falange. Quan el juliol de 1936 va esclatar la Guerra Civil espanyola, el Ciudad de Barcelona va ser nacionalitzat pel govern Republicà. El 30 de maig de 1937 va ser torpedinat pel submarí de nom General Sanjurjo de l'exèrcit del general Franco, de classe Archimede, i enfonsat davant la costa de Malgrat de Mar. Ciudad de Barcelona portava 200–250 voluntaris de les Brigades Internacionals embarcats a Marsella en trànsit a Espanya. Es va estimar la mort de més de 50 brigadistes morts i més de 100 altres passatgers i membres de tripulació.

## Missions
Des del 1929 fins al 1931 el Ciudad de Barcelona va oferir els seus serveis des de la ciutat de Barcelona. Entre 1931 i 1936 va navegar entre les Illes Balears i les Illes Canàries amb aturades a Cadis, Santa Cruz de La Palma, Santa Cruz de Tenerife i Las Palmas. Des del començament de la Guerra Civil espanyola el juliol 1936, el vaixell va desembarcar tropes a Eivissa i participà en la fallida invasió de Mallorca. L'octubre de 1936 el Ciudad de Barcelona va navegar als ports soviètics del Mar Negre i va fer viatges a Marsella i Alger per transportar voluntaris de les Brigades Internacionals a Espanya.

## Enfonsament
El primer intent de les forces sublevades per enfonsar el Ciudad de Barcelona va ser el gener de 1937, però va fallar el torpede que se li va llençar. El dissabte 29 maig 1937, entre 200 i 250 voluntaris internacionals van embarcar-hi a Marsella. Eren principalment d'Amèrica del Nord, Gran Bretanya, Alemanya i Itàlia, però alguns van venir d'Escandinàvia, Austràlia i Nova Zelanda. Hi havia també un grup de pilots francesos i passatgers senegalesos. Tenia com a finalitat navegar a Barcelona o València, depenent de la situació del conflicte armat entre els comunistes i els anarquistes a Barcelona. El vaixell va embarcar material de guerra, incloent-hi elements com tancs, pneumàtics, motocicletes, teixits de cotó i menjar enllaunat. Un dia abans, divendres, el vaixell va rebre un sabotatge en la càrrega de farina a la qual algú havia abocat querosè. El seu capità era Francisco Nadal.
Al capvespre, el Ciudad de Barcelona va sortir de Marsella a mar obert amb tots els llums apagats. Va navegar una distància aproximadament d'una milla de les costes, per evitar els submarins i vaixells de guerra italians. El Comitè de No-Intervenció havia posat sota control de l'Armada italiana aquesta part del mar. Quan el vaixell va entrar a les aigües de jurisdicció espanyoles, va ser advertit de sospites de la presència de submarins pels avions republicans i barques de patrulla. Aviat va ser escortat per una embarcació de l'Armada republicana espanyola.
A la tarda del diumenge 30 maig, Ciudad de Barcelona era davant la costa de Malgrat, a 60 quilòmetres al nord de Barcelona. Dos submarins italians, de nom Torricelli i Archimede, van arribar a Espanya l'abril del 1937, van ser venuts a Franco i els varen canviar els noms a "General Sanjurjo" i "General Mola" respectivament, i els varen ubicar a la base del port de Sóller. El submarí Torricelli, ara amb el nom de "General Sanjurjo", amb tripulació italiana i amb el capità de corbeta fidel a les tropes sublevades Pablo Suances Jaudenes cercava revenja per l'atac sofert pel cuirassat lleuger alemany Deutschland, bombardejat per avions republicans quan era al port d'Eivissa la setmana anterior. Aquest atac al Deutschland va causar la mort de 31 mariners alemanys i Hitler volia revenja.
El submarí va llançar dos torpedes. El primer es va perdre i arribà a la platja de Lloret de Mar. El capità Nadal va provar una maniobra desesperada per virar el Ciudad de Barcelona cap a Malgrat, per tal de salvar els passatgers, però a les 18 h va rebre un altre torpede que va entrar per popa i va explotar a la sala de màquines. En aquell moment el vaixell era només a 400 metres de la costa. El Ciudad de Barcelona es va enfonsar ràpidament, en molt pocs minuts.
Molts passatgers van ser salvats per barques de Guàrdia de Costa Republicanes i hidroavions, així com els pescadors locals que es van afanyar a l'escena. El President de Catalunya, Lluís Companys, va venir de Barcelona per observar els esforços de salvament. Les víctimes varen ser hospitalitzades, a Calella i a Barcelona. Els voluntaris supervivents van ser transportats a Barcelona per unir-se a les Brigades Internacionals. Només un va decidir tornar al seu país d'origen. Un dels supervivents, el periodista l'americà-finlandès Hjalmar Sankari (mort el març de 1938 en la retirada d'Aragó), va escriure un article sobre l'incident al seu diari de Nova York Eteenpäin. Segons Sankari, alguns dels voluntaris cantaven la Internacional mentre s'enfonsaven amb el vaixell.
El dany en vides humanes era per sobre de dos-cents morts, tot i que algunes fonts citen més de tres-cents. Segons el diari l'ABC de Madrid, el vaixell portava 312 passatgers i 64 membres de tripulació dels quals 4 varen morir. Entre 60–65 voluntaris varen perdre les seves vides, però només se'n varen conèixer 25 noms. El govern Republicà va voler censurar la notícia de l'incident per evitar un efecte negatiu en futurs embarcaments. Tot i això una agència de notícies italiana va informar la premsa de l'enfonsament i ja era als diaris del dilluns.
Les restes del Ciudad de Barcelona reposen a una profunditat de 30 metres i sovint les visiten bussejadors.
A Malgrat, el 30 de maig de cada any, descendents dels pescadors que varen ajudar en el rescat, el commemoren.
En motiu del 85è aniversari de l'enfonsament, s'inaugura a Malgrat de Mar un monument de l'escultor Robert MacDonald en honor als brigadistes. També per aquesta efemèride es publica el llibre ‘Les aigües de l’oblit. Una història dels brigadistes internacionals del Ciudad de Barcelona’ (Pagès editors, 2022), de la historiadora Sònia Garangou.